# Castiglione d'Adda
Castiglione d'Adda (Castiòn in dialetto lodigiano) è un comune italiano di 4 523 abitanti della provincia di Lodi in Lombardia.

## Storia
In epoca romana da Castiglione d'Adda passava la diramazione secondaria della via Mediolanum-Placentia che si staccava da Laus Pompeia (Lodi Vecchio) e che raggiungeva Cremona.
Possesso del vescovo di Lodi, intorno al 1000, fu coinvolta in epoca medievale nelle dispute tra milanesi e lodigiani. Data in feudo ai Fissiraga nel 1389, successivamente appartenne ai Fieschi, ai Pallavicino di Busseto e, dal 1581 al 1602, ai conti Serbelloni. Nel 1863 Castiglione assunse il nome ufficiale di Castiglione d'Adda, per distinguersi da altre località omonime.
Il nome antico deriva da "castrum legionis" (accampamento), o "castrum Stiliconis" (da Stilicone, generale).
Nel febbraio del 2020, Castiglione d’Adda è stato uno dei comuni epicentro della Pandemia di Covid-19.

### Simboli
Lo stemma e il gonfalone del comune di Castiglione d'Adda sono stati concessi con decreto del presidente della Repubblica del 27 luglio 1972.
Stemma
Gonfalone

## Monumenti e luoghi d'interesse
La principale testimonianza artistica è il Castello (poi palazzo Pallavicino Serbelloni), a pianta rettangolare con torrioni angolari e facciata cinquecentesca a bugnato.
Da ricordare la parrocchiale dell'Assunta (del XVI secolo, con restauri ottocenteschi) e la chiesa della Beata Vergine Incoronata, del XV secolo, ma con rifacimenti successivi, il cui bellissimo campanile è dotato di 5 campane in tonalità di Si2 Maggiore fuse nel 1972 dalla ditta Paolo Capanni di Castelnovo ne' Monti in provincia di Reggio Emilia e restaurate pochi anni fa da una ditta ligure che attualmente gestisce il controllo elettronico delle campane e degli orologi,

## Società

### Evoluzione demografica
Abitanti censiti

### Etnie
Al 31 dicembre 2008 gli stranieri residenti nel comune di Castiglione d'Adda sono, in totale, 284, pari al 5,87% della popolazione. Tra le nazionalità più rappresentate troviamo:
| Paese   | Popolazione (2008) |
| ------- | ------------------ |
| Marocco | 88                 |
| Romania | 54                 |
| India   | 31                 |
| Egitto  | 29                 |
| Albania | 26                 |
| Algeria | 11                 |

## Geografia antropica
Secondo l'ISTAT, il territorio comunale comprende il centro abitato di Castiglione d'Adda e la località di Cascinette.

## Economia
La popolazione non ha subito particolari variazioni numeriche, e la forza lavoro, pur avendo buone possibilità locali di impiego, incrementa un certo pendolarismo su Milano e Codogno.
La tradizione agricola è ancora viva, caratterizzata dalla coltura di mais e foraggi, alla quale si affianca l'allevamento di bovini da latte che forniscono la Polenghi di Lodi e la Centrale del Latte di Milano. Anche il settore industriale è presente, con industrie meccaniche e delle confezioni. Si contano inoltre alcune imprese artigiane, in particolare edili.

## Amministrazione
Segue un elenco delle amministrazioni locali.
| Periodo | Periodo   | Primo cittadino     | Partito                        | Carica  | Note |
| ------- | --------- | ------------------- | ------------------------------ | ------- | ---- |
| 1945    | ?         | Luigi Scalvini      |                                | Sindaco |      |
| 1945    | ?         | Francesco Pinotti   |                                | Sindaco |      |
| 1945    | ?         | Francesco Bersani   |                                | Sindaco |      |
| 1946    | 1950      | Paolo Grazzani      |                                | Sindaco |      |
| 1950    | 1951      | Francesco Lomi      |                                | Sindaco |      |
| 1951    | 1960      | Giuseppe Ciossani   |                                | Sindaco |      |
| 1960    | 1970      | Giacomo Barbieri    |                                | Sindaco |      |
| 1970    | 1975      | Giuseppe Decio      |                                | Sindaco |      |
| 1975    | 1975      | Agamennone Amiti    |                                | Sindaco |      |
| 1975    | 1980      | Giovanni Pancotti   |                                | Sindaco |      |
| 1980    | 1992      | Urbano Massari      |                                | Sindaco |      |
| 1992    | 1993      | Michele Tagliabue   |                                | Sindaco |      |
| 1993    | 1997      | Santino Betti       |                                | Sindaco |      |
| 1997    | 2002      | Francesco Bassanini |                                | Sindaco |      |
| 2002    | 2007      | Luca Ciccarelli     |                                | Sindaco |      |
| 2007    | 2012      | Umberto Daccò       | Lista civica di centrosinistra | Sindaco |      |
| 2012    | 2017      | Alfredo Ferrari     | Lista civica di destra         | Sindaco |      |
| 2017    | in carica | Costantino Pesatori | Lista civica                   | Sindaco |      |

### Gemellaggi
- Lozzolo[senza fonte]